# Smakt
Smakt (Limburgs: De Smákt) is een dorp in de Nederlandse provincie Limburg. Het is met 205 inwoners (1 januari 2023) het kleinste kerkdorp van de gemeente Venray en vormt samen met Holthees één dorpsgemeenschap (Smakt-Holthees).
Het tweelingdorp Holthees (circa 450 inwoners) ligt in de gemeente Land van Cuijk (Noord-Brabant). Beide liggen aan de spoorlijn van Venlo naar Nijmegen en op de provinciegrens tussen Limburg en Noord Brabant.
Smakt is bekend als bedevaartsoord van de heilige St. Jozef (het enige in Nederland) en rond zijn naamdag (19 maart) zijn er vele pelgrims die de kleine Sint-Jozefkapel komen bezoeken. Omdat ook het Pieterpad langs het kerkje loopt, is het bij veel wandelaars bekend. Het kapelletje werd in 2008 geheel gerestaureerd. In de nabijheid ligt het restaurant 't Pelgrimshuis.
Tussen de twee dorpen staat op de oever van de Loobeek een oorlogsmonument ter nagedachtenis aan de dorpsbewoners die in de Tweede Wereldoorlog door geweld zijn overleden.

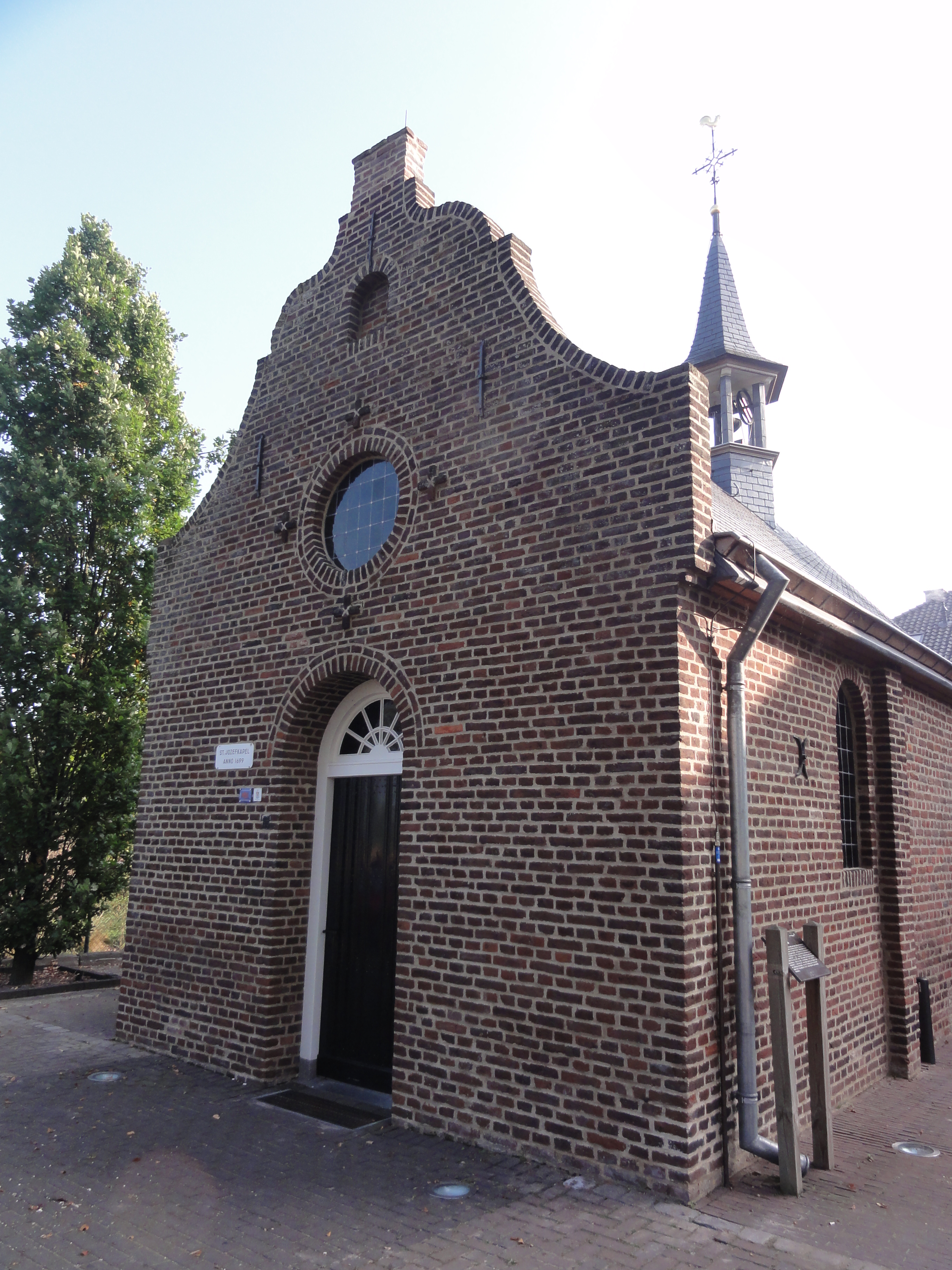
Kapel van St. Jozef

## Etymologie
In 1842 was sprake van Smackt, het zou afkomstig zijn van smachten of wegkwijnen, betrekking hebbend op schrale grond.

## Geschiedenis
Smakt is lange tijd een kleine buurtschap geweest met slechts enkele huizen. Na 1648 kwam er een grenskerk, gewijd aan St. Lucia, ten behoeve van de inwoners van het (Brabantse) Holthees. Smakt lag juist over de grens, in Spaans Opper-Gelre, waar beoefening van de katholieke eredienst was toegestaan.
In 1699 werd de Sint-Jozefkapel gebouwd voor de inwoners van Smakt en Holthees. Na 1877 groeide Smakt uit tot een bedevaartplaats, er kwam een kerk en in 1910 kwam ook het Pelgrimshuis gereed, waar pelgrims konden eten en drinken en ook devotionalia te koop waren.
In 1944 werden er ook in Smakt vernielingen aangericht door oorlogshandelingen, die werden hersteld. In 1949 vestigden de Karmelieten zich in Smakt, die er een seminarie begonnen en ook de bedevaarten verzorgden. In 1969 kwam de nieuwe Sint-Jozefkerk gereed. In 2006 werd het Pieterpad ingewijd, dat ook Smakt aandeed.

## Bezienswaardigheden
Het bedevaartcomplex, omvattende:
- Sint-Jozefkapel
- Sint-Jozefklooster van de Karmelieten
- Sint-Jozefkerk

## Natuur en landschap
Smakt ligt aan de spoorlijn Nijmegen - Venlo, maar heeft geen station. Het ligt in de vallei van de Loobeek (hier samenvallend met het Afleidingskanaal, op ongeveer zestien meter hoogte. In het westen liggen de Overloonsche Duinen, in het zuidoosten de Boschhuizerbergen en Landgoed Geijsteren, alle natuurgebieden met naaldhout, heide- en stuifzandrestanten. In het zuidwesten ligt bedrijventerrein Smakterheide en in het oosten nadert men de vallei van de Maas.

## Verenigingen
De gemeenschap Smakt-Holthees heeft de volgende verenigingen/organisaties:
- Beheersstichting Blokhut de Halt
- Carnavalsvereniging de Keavers
- Dames Gymclub
- Gemengd Koor Smakt-Holthees
- Historisch erfgoed Holthees-Smakt
- Katholieke Ouderen Vereniging Holthees-Smakt
- Muziekvereniging Onze Lieve Vrouwe Gilde Holthees-Smakt
- Oranjevereniging
- Ouderraad Basisschool St. Jozef
- Peuterspeelzaal de Rakkertjes (P.S.Z.)
- Politiehondenclub
- St. Nicolaascomité
- Stichting Open Ontmoetingscentrum
- Stichting Mariakapel
- Toneelvereniging Kom Op
- Voetbalvereniging Holthees-Smakt
- Vrouwenvereniging Holthees-Smakt

## Nabijgelegen kernen
Venray, Maashees, Holthees
Blitterswijck · Castenray · Geijsteren · Heide · Leunen · Merselo · Oirlo · Oostrum · Smakt · Venray · Veulen · Vredepeel · Wanssum · Ysselsteyn

Buurtschap: Beek · Boddenbroek · Boshuijzen · Brabander · Endepoel · Haag · Hoogriebroek · Kleindorp · Klein-Oirlo · Laagriebroek · Loobeek · Molenhoek · de Nachtegaal · Overbroek · Scheide · Schoor · Weverslo · Zandhoek

Limburg: Steden en dorpen      Nederland: Provincies · Gemeenten